# Cheung Ting Yan Joyce
Cheung Ting Yan Joyce es una deportista hongkonesa que compitió en triatlón. Ganó una medalla de bronce en el Campeonato Asiático de Triatlón de 2015 en la prueba de relevo mixto.

## Palmarés internacional
| Campeonato Asiático | Campeonato Asiático   | Campeonato Asiático | Campeonato Asiático |
| Año                 | Lugar                 | Medalla             | Prueba              |
| ------------------- | --------------------- | ------------------- | ------------------- |
| 2015                | Nueva Taipéi (Taiwán) | Medalla de bronce   | Relevo mixto        |